# Feliks Madaj
Feliks Madaj (ur. 15 listopada 1926 w Divion) – polski ekonomista, poseł na Sejm PRL V kadencji.

## Życiorys
Uzyskał wykształcenie wyższe, z zawodu ekonomista. Był dyrektorem państwowego gospodarstwa rolnego w Iłowej Żagańskiej. W 1969 uzyskał mandat posła na Sejm PRL w okręgu Zielona Góra, zasiadał w Komisji Planu Gospodarczego, Budżetu i Finansów. Odznaczony Srebrnym Krzyżem Zasługi.